# Naki Depass
Naki Depass là người mẫu thời trang người Jamaica.

## Sự nghiệp
Depass ra mắt dưới dạng độc quyền cho Burberry và Prada, và bán độc quyền cho Céline; cô ấy cũng đã đi bộ cho Givenchy trong mùa đầu tiên. Cô đã đi bộ cho Balenciaga được 5 mùa. Cô cũng đã đi cho Isabel Marant, John Galliano, Giorgio Armani, Armani Prive, Hermès, Loewe, Valentino, Roberto Cavalli, Calvin Klein, Tory Burch, Salvatore Ferragamo, Jil Sander, Ralph Lauren, Victoria Beckham, và Off-White. Depass đã xuất hiện trong các bài xã luận của i-D và Dazed. Vogue Italia đã chọn cô là một trong những người mẫu thời trang đen "Top 50" năm 2016.
Depass đã xuất hiện trong các chiến dịch cho Michael Kors, Mango, Balenciaga và H&M.

## Cuộc sống cá nhân
Depass đang học kế toán tại Đại học Tây Ấn.